# Pilosocereus
Genre
Classification APG II (2003)
Pilosocereus est un genre de cactus.
Comme tous les membres de la famille des cactus, le genre est originaire d'Amérique.

## Espèces
- Pilosocereus albisummus Person|P.J.Braun & Esteves
- Pilosocereus alensis Person|(F.A.C.Weber) Byles & G.D.Rowley
- Pilosocereus arrabidae Person|(Lem.) Byles & G.D.Rowley
- Pilosocereus aureispinus Person|(Buining & Brederoo) F.Ritter
- Pilosocereus aurisetus Person|(Werderm.) Byles & G.D.Rowley
- Pilosocereus azulensis Person|N.P.Taylor & Zappi
- Pilosocereus bohlei Person|Hofacker
- Pilosocereus brasiliensis Person|(Britton & Rose) Backeb.
- Pilosocereus catingicola Person|(Gürke) Byles & G.D.Rowley
- Pilosocereus chrysacanthus Person|(F.A.C.Weber ex K.Schum.) Byles & G.D.Rowley
- Pilosocereus chrysostele Person|(Vaupel) Byles & G.D.Rowley
- Pilosocereus densiareolatus Person|F.Ritter
- Pilosocereus diersianus Person|(Esteves) P.J.Braun
- Pilosocereus estevesii Person|P.J.Braun
- Pilosocereus flavipulvinatus Person|(Buining & Brederoo) F.Ritter
- Pilosocereus flexibilispinus Person|P.J.Braun & Esteves
- Pilosocereus floccosus Person|Byles & G.D.Rowley
- Pilosocereus frewenii Person|Zappi & N.P.Taylor[2]
- Pilosocereus fulvilanatus Person|(Buining & Brederoo) F.Ritter
- Pilosocereus glaucochrous Person|(Werderm.) Byles & G.D.Rowley
- Pilosocereus goianus Person|P.J.Braun & Esteves
- Pilosocereus gounellei Person|(F.A.C.Weber) Byles & G.D.Rowley
- Pilosocereus hermii Person|P.J.Braun, Esteves & Hofacker[3]
- Pilosocereus lanuginosus Person|(L.) Byles & G.D.Rowley
- Pilosocereus leucocephalus Person|(Poselg.) Byles & G.D.Rowley
- Pilosocereus machrisii Person|(E.Y.Dawson) Backeb.
- Pilosocereus magnificus Person|(Buining & Brederoo) F.Ritter
- Pilosocereus mollispinus Person|P.J.Braun & Esteves
- Pilosocereus multicostatus Person|F.Ritter
- Pilosocereus occultiflorus Person|P.J.Braun & Esteves
- Pilosocereus oligolepis Person|(Vaupel) Byles & G.D.Rowley
- Pilosocereus pachycladus Person|F.Ritter
- Pilosocereus pentaedrophorus Person|(Cels) Byles & G.D.Rowley
- Pilosocereus piauhyensis Person|(Gürke) Byles & G.D.Rowley
- Pilosocereus polygonus Person|(Lam.) Byles & G.D.Rowley
- Pilosocereus pseudosuperfloccosus Person|P.J.Braun & Esteves[4]
- Pilosocereus purpusii Person|(Britton & Rose) Byles & G.D.Rowley
- Pilosocereus quadricentralis Person|(E.Y.Dawson) Backeb.
- Pilosocereus royenii Person|(L.) Byles & G.D.Rowley
- Pilosocereus × subsimilis Person|Rizzini & A.Mattos
- Pilosocereus tuberculatus Person|(Werderm.) Byles & G.D.Rowley
- Pilosocereus ulei Person|(K.Schum.) Byles & G.D.Rowley
- Pilosocereus vilaboensis Person|(Diers & Esteves) P.J.Braun